# Apiorhynchostoma
Apiorhynchostoma är ett släkte av svampar. Apiorhynchostoma ingår i familjen Clypeosphaeriaceae, ordningen kolkärnsvampar, klassen Sordariomycetes, divisionen sporsäcksvampar och riket svampar.
| Apiorhynchostoma | \| \| Apiorhynchostoma curreyi \| \| \| \| |
|                  | \| \| Apiorhynchostoma curreyi \| \| \| \| |
|                  | Clypeosphaeria                             |
|                  |                                            |
|                  | Stereosphaeria                             |
|                  |                                            |
|                  | Curvatispora                               |
|                  |                                            |
|                  | Ommatomyces                                |
|                  |                                            |
|                  | Brunneiapiospora                           |
|                  |                                            |
|                  | Apioclypea                                 |
|                  |                                            |
|                  | Clypeophysalospora                         |
|                  |                                            |
|                  | Apiorhynchostoma curreyi                   |
|                  |                                            |

|  | Apiorhynchostoma curreyi |
|  |                          |